# La vista da Castle Rock
La vista da Castle Rock è una raccolta di racconti di Alice Munro, premio Nobel per la letteratura nel 2013, pubblicati in Italia nel 2007 da Einaudi. La prima edizione in lingua inglese è stata pubblicata da McClelland and Stewart nel 2006. Il libro è diviso in due parti. Nella prima parte sono narrate le origini scozzesi della famiglia della scrittrice canadese; il titolo del libro prende spunto da uno degli episodi narrati in questa prima parte: dall'alto della rocca di un castello in Scozia il protagonista crede di vedere l'America in mezzo al mare. Nella seconda parte del libro Alice Munro racconta, attraverso sette racconti, alcuni degli episodi più salienti della sua vita.

## Racconti
- Premessa (Foreword)
- Parte prima / area depressa (Part One / No Advantages)
  - "Area Depressa (No Advantages)"
  - "La vista da Castle Rock (The View from Castle Rock)"
  - "Illinois"
  - "Il territorio di Morris (The Wilds of Morris Township)"
  - "Lavorare per vivere (Working for a Living)"
- Parte seconda A casa (Part Two / Home)
  - "Padri (Fathers)"
  - "Sotto il melo (Lying Under the Apple Tree)"
  - "Stipendiata (Hired Girl)"
  - "Lo sport (The Ticket)"
  - "A casa (Home)"
  - "Perché lo vuoi sapere (What Do You Want to Know For)?"
- Epilogo (Epilogue)
  - "Messaggera (Messenger)"

## Edizioni
- Alice Munro, La vista da Castle Rock, traduzione di Susanna Basso, collana Supercoralli, Einaudi, 2007,  pp. 312, cap. 12, ISBN 88-06-17595-5.